# Ça va, ça vient
Pour plus de détails, voir Fiche technique et Distribution.
Ça va, ça vient est un film français réalisé en 1970 par Pierre Barouh, sorti en 1972.

## Fiche technique
- Titre : Ça va, ça vient
- Réalisation : Pierre Barouh
- Scénario : Pierre Barouh
- Photographie : Michel Humeau
- Son : Pierre Willemin
- Montage : Chantal Colomel et Roger Pyot
- Musique : Pierre Barouh
- Production : Killy S.A. - NEF (Nouvelles Éditions de Films)
- Pays d'origine :  France
- Durée : 103 minutes
- Date de sortie : France, 19 avril 1972

## Distribution
- Areski Balkacem : Areski
- Élie Garguir : Élie
- Jérôme Savary : Jérôme
- Christian Portal : Coyotte

## Sélection
- 1971 : Festival de Hyères